# Hôtel de Pomereu
El hôtel de Pomereu es una hôtel particulier situada en la rue de Lille y en la rue de Poitiers, en el 7 distrito de París. Es propiedad de la Caisse des Depots et Consignations y la sede del Long-Term Investors Club.

## Historia

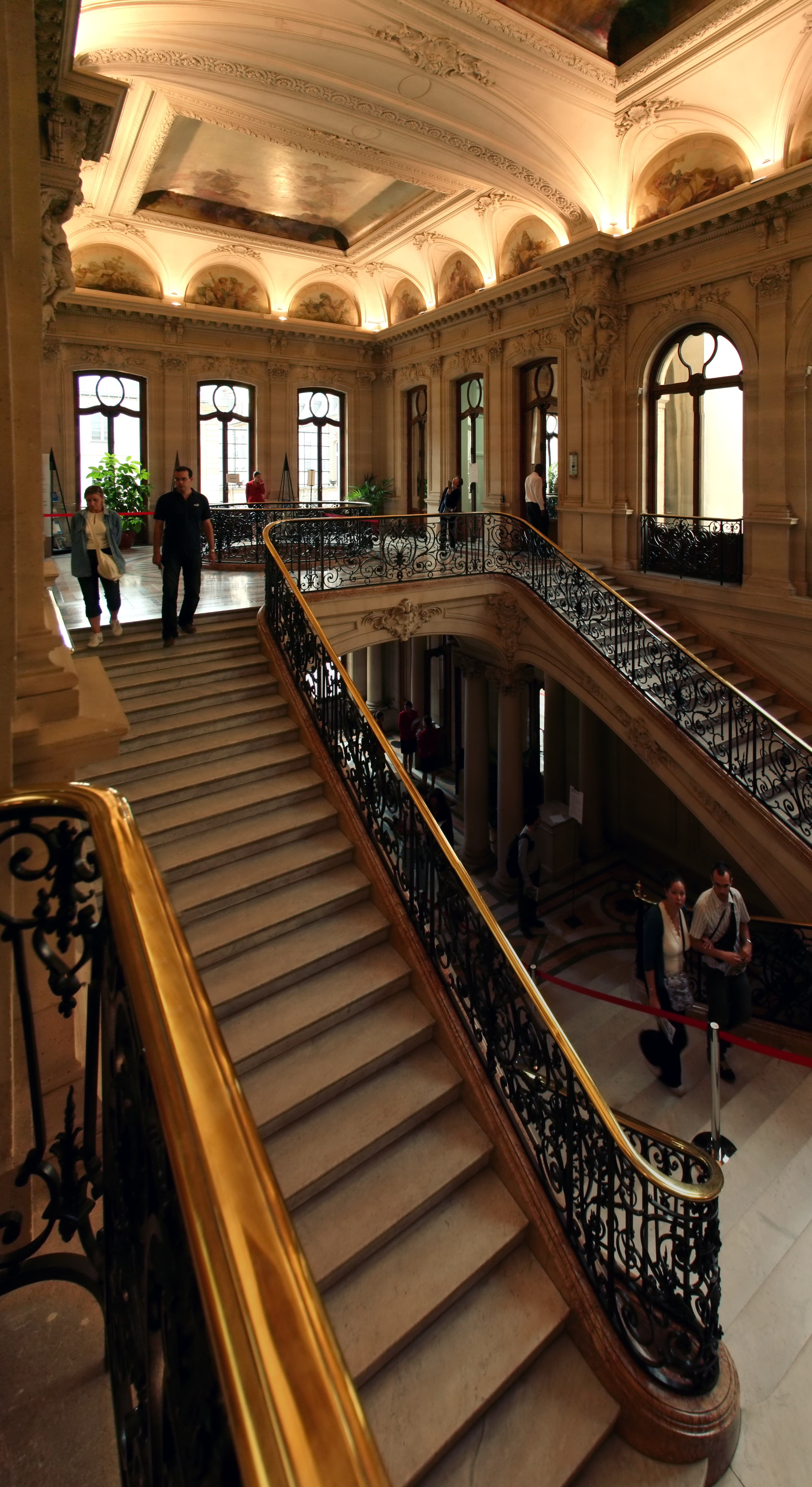
La gran escalera.

Se encuentra en el lugar donde se situaban dos antiguas mansiones, el Hôtel de Maillebois y el Hôtel Duret, construidos durante el reinado de Luis XV . El Hôtel de Maillebois fue destruido por un incendio durante la Comuna en 1871y el propietario del segundo, Armand de Pomereu d'Aligre, "marqués de Pomereu d'Aligre", compró los restos del primero e hizo reconstruir un único edificio entre 1872 y 1874 por el arquitecto David de Pénanrun, alumno de Victor Baltard ., quien diseñó una elegante construcción de estilo Luis XV.
Es uno de los muchos proyectos encargados por Armand de Pomereu d'Aligre, propietario también del castillo de Baronville (que mandó reconstruir íntegramente por Léon de Sanges), en Eure-et-Loir, el castillo de Daubeuf (al que tenía edificios añadidos), en Seine-Maritime.
Habitado durante mucho tiempo por Robert de Pomereu,  fue vendido en 1947 por la familia Pomereu d'Aligre a la Caisse des dépôts et consignations, para albergar la residencia oficial de su director general.
A partir de 1967 se destinó al uso de oficinas y salas de recepción. Albergó la creación de la Fondation de France en 1969 y el seminario preparatorio del 15 Cumbre de Jefes de Estado del G8, conocida como parte superior del arco en 1989.
La escalera principal está clasificada como monumento histórico y algunas de las habitaciones del hotel están catalogadas como monumentos históricos desde un decreto del14 décembre 197914 de diciembre de 1979  .
Está abierto a los visitantes durante las Jornadas Europeas del Patrimonio .